# Комора на підпорах

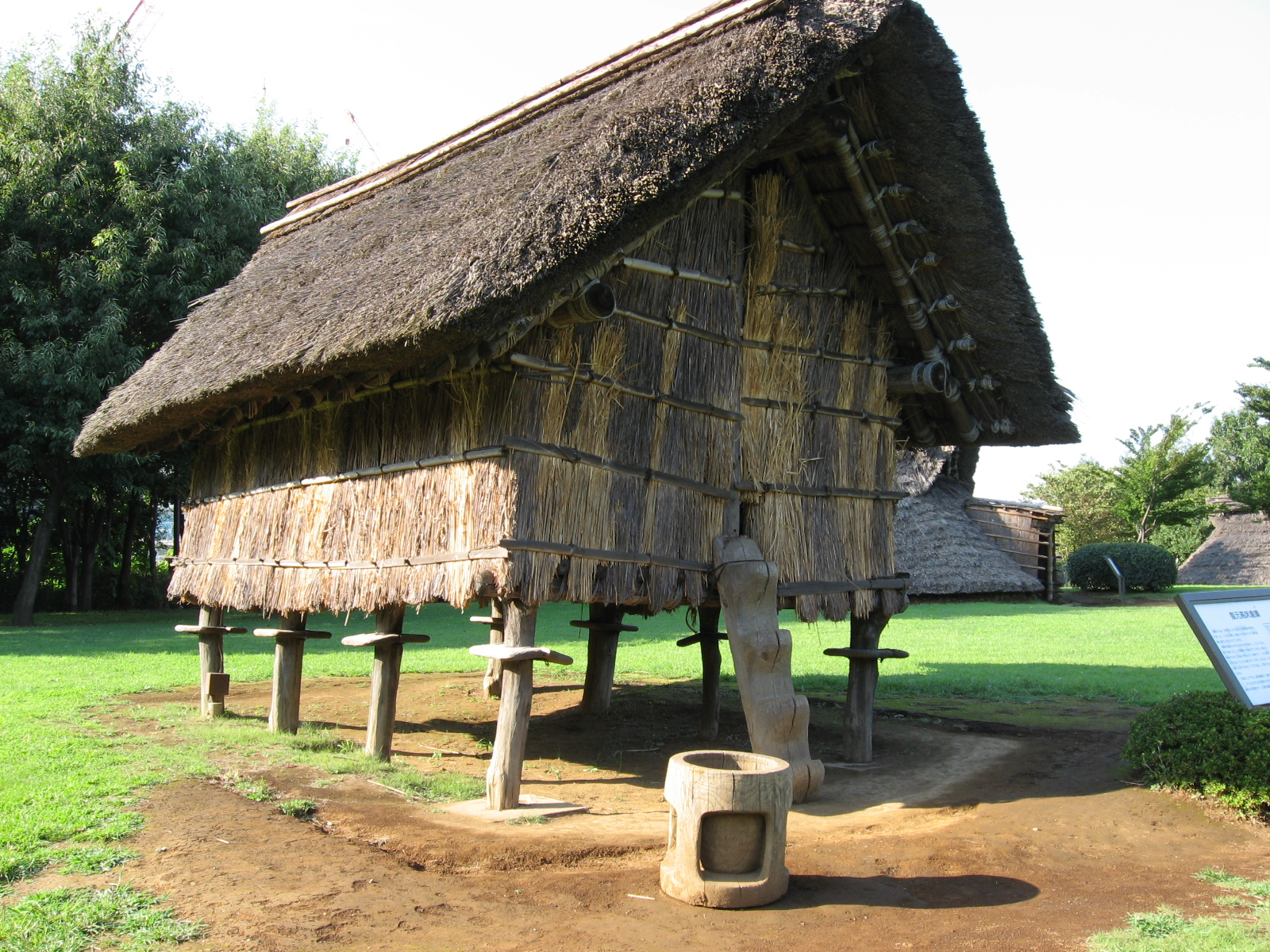
Реставрована комора на підпорах зі сходами періоду Яйой (префектура Канаґава, стоянка Оцука-Сайкатідо).

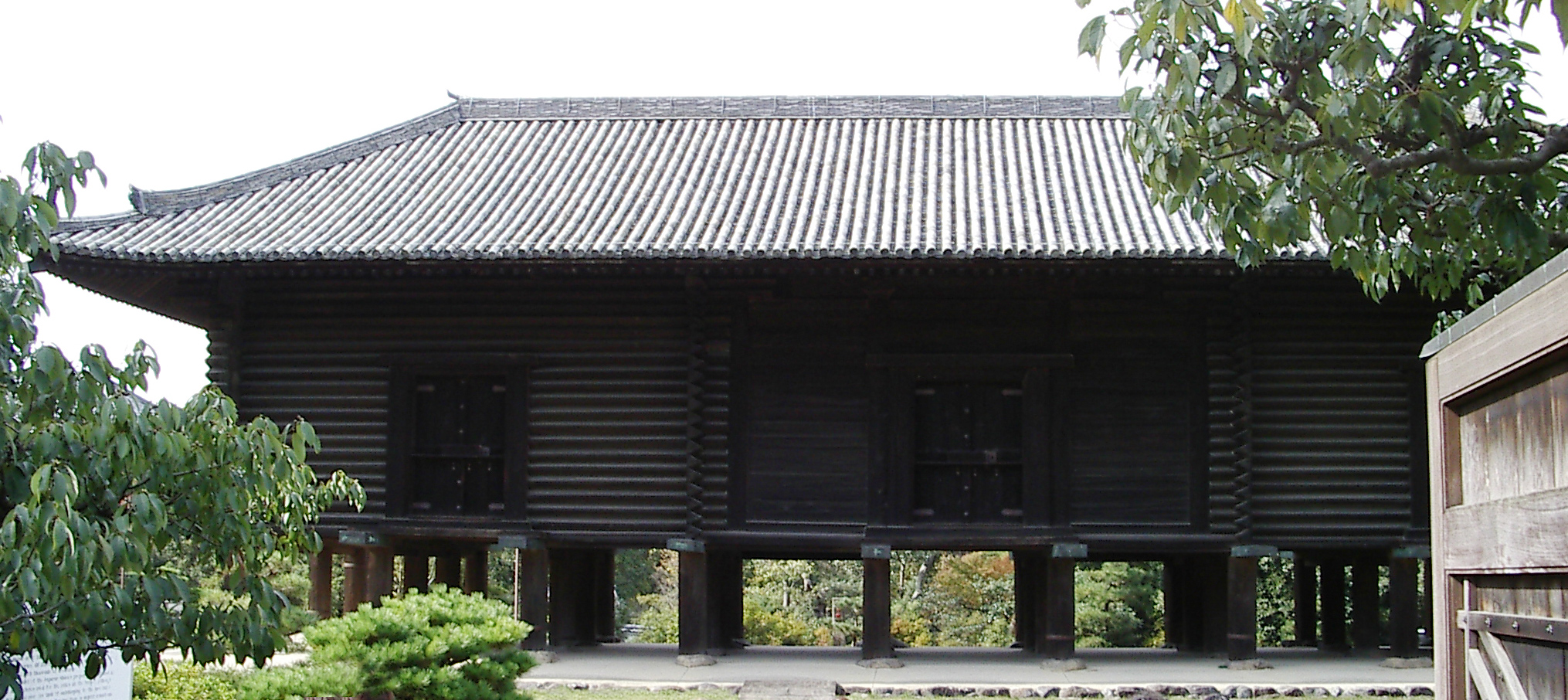
Імператорська комора на підпорах Сьосоїн.

Комо́ра на підпо́рах (яп. 高床式倉庫, 高床倉庫 такаюкасікі соко, такаюка соко, «комора з високою підлогою») — різновид комори для зернових культур у період Яйой в Японії. Будувалася з дерева, на високих стовпах-підпорах, безпосередньо забитих у землю. Висока підлога комори повинна була убезпечити збіжжя від мишей та підвищити провітрюваність будівлі.
Комори на підпорах поширені і в інших країнах; будувалися як з дерева, так і з застосуванням каменю, цегли.

## Короткі відомості

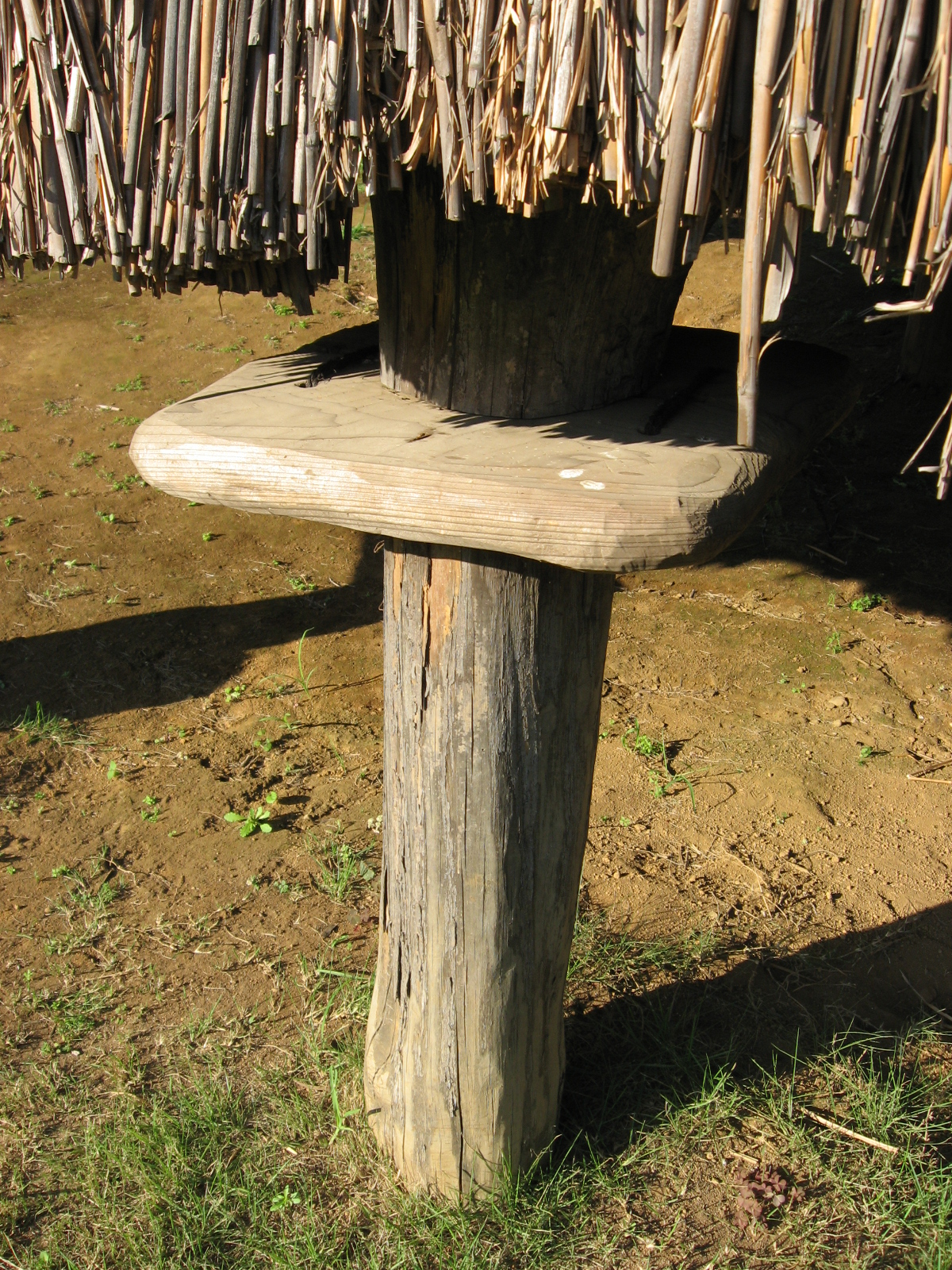
«Мишачий відворот» — дощечка на палі, що заважає мишами дістатися комори.

Комори на підпорах з'явилися в Японії наприкінці 1 тисячоліття до н.е. Початково у них зберігали рис та інші крупи. Вони були прямокутної форми і підтримувалися 4-8 стовпами. Як засіб зберігання харчів цей тип комори використовувався поряд із керамічним посудом та ямами зберігання.
З малюнків на кераміці та бронзових дзвонах дотаку можна встановити, що комори на підпорах існували в Японії вже у 4 столітті до н.е., а залишки ям від вертикальних стовпів на стоянках поселень дають підстави твердити, що перші комори такого роду з'явилися у 9-8 століттях до н.е.
З археологічних розкопок відомо, що комори на підпорах продовжували використовуватися японцями у 1-5 століттях. Поступово вони набули квадратної форми і збільшились у розмірах. Зросла також кількість стовпів, які підпирали центральну частину підлоги комори.
Найвідомішою коморою на підпорах, що збереглася до сьогодні є імператорська комора Сьосоїн. Вона знаходиться на території храму Тодайдзі у місті Нара. Ця комора слугувала сховищем скарбів імператорської родини Японії.